# John Adams (hockey sur glace, 1920)
Pour les articles homonymes, voir John Adams, Jack Adams et Adams.
John Ellis Adams dit Jack Adams (né le 5 mai 1920 à Calgary en Alberta - mort le 21 août 1996 à Surrey en Colombie-Britannique au Canada) est un joueur de hockey sur glace professionnel de la Ligue nationale de hockey,. Il y a joué une saison en 1940-1941. Il fut échangé aux Bisons de Buffalo de la Ligue américaine de hockey en janvier 1946.

## Statistiques
| Saison    | Équipe                     | Ligue          |    | Saison régulière | Saison régulière | Saison régulière | Saison régulière | Saison régulière |   | Séries éliminatoires | Séries éliminatoires | Séries éliminatoires | Séries éliminatoires | Séries éliminatoires |
| Saison    | Équipe                     | Ligue          | PJ | B                | A                | Pts              | Pun              | PJ               | B | A                    | Pts                  | Pun                  |                      |                      |
| 1936-1937 | Canadians de Calgary       | CCJHL          | 1  | 0                | 0                | 0                | 0                | -                | - | -                    | -                    | -                    |                      |                      |
| 1937-1938 | K of C de Calgary          | CGSHL          | 11 | 4                | 5                | 9                | 2                | 1                | 0 | 0                    | 0                    | 0                    |                      |                      |
| 1938      | Canadians de Calgary       | Coupe Memorial | -  | -                | -                | -                | -                | 1                | 0 | 0                    | 0                    | 0                    |                      |                      |
| 1938-1939 | Lions de Vancouver         | PCHL           | 29 | 5                | 13               | 18               | 16               | 2                | 0 | 1                    | 1                    | 2                    |                      |                      |
| 1939-1940 | Lions de Vancouver         | PCHL           | 40 | 12               | 12               | 24               | 16               | 5                | 1 | 1                    | 2                    | 4                    |                      |                      |
| 1940-1941 | Canadiens de Montréal      | LNH            | 42 | 6                | 12               | 18               | 11               | 3                | 0 | 0                    | 0                    | 0                    |                      |                      |
| 1942-1943 | RCAF Mustangs de Calgary   | CNDHL          | 22 | 19               | 12               | 31               | 15               | 8                | 5 | 6                    | 11                   | 4                    |                      |                      |
| 1943-1944 | RCAF de Vancouver          | NNDHL          | 9  | 4                | 3                | 7                | 11               | -                | - | -                    | -                    | -                    |                      |                      |
| 1943-1944 | Seahawks de Vancouver      | NNDHL          | -  | -                | -                | -                | -                | 3                | 2 | 2                    | 4                    | 4                    |                      |                      |
| 1944-1945 | RCAF Seahawks de Vancouver | Exhibition     | 3  | 1                | 1                | 2                | 2                | -                | - | -                    | -                    | -                    |                      |                      |
| 1945-1946 | Royaux de Montréal         | LHSQ           | 4  | 2                | 1                | 3                | 5                | -                | - | -                    | -                    | -                    |                      |                      |
| 1945-1946 | Bisons de Buffalo          | LAH            | 19 | 2                | 2                | 4                | 0                | 9                | 4 | 4                    | 8                    | 4                    |                      |                      |
| 1946-1947 | Skippers de Houston        | USHL           | 20 | 3                | 5                | 8                | 6                | -                | - | -                    | -                    | -                    |                      |                      |
| 1947-1948 | Royals de New Westminster  | PCHL           | 52 | 20               | 13               | 33               | 36               | 5                | 0 | 0                    | 0                    | 2                    |                      |                      |
| 1948-1949 | Royals de New Westminster  | PCHL           | 41 | 8                | 8                | 16               | 21               | 12               | 1 | 2                    | 3                    | 8                    |                      |                      |

## Trophée
- ANDHL
  - Deuxième équipe d'étoiles en 1942-1943
- Ligue américaine de hockey
  - Coupe Calder en 1945-1946

## Transactions
- 14 mai 1940 : droits vendus aux Canadiens de Montréal par les Lions de Vancouver.
- 14 janvier 1946 : échangé aux Bisons de Buffalo par les Canadiens de Montréal en retour de Murdo Mackay et Moe White.